# تشارلز كينغستون (سياسي)
تشارلز كينغستون (بالإنجليزية: Charles Cameron Kingston)‏ هو محامي وسياسي بريطاني وأسترالي (وحمل سابقاً جنسية المملكة المتحدة لبريطانيا العظمى وأيرلندا)، ولد في 22 أكتوبر 1850 في أديلايد في أستراليا، وتوفي بنفس المكان في 11 مايو 1908. حزبياً، نشط في Protectionist Party ‏.

## مناصب
- انتخب رئيس سكرتارية جنوب أستراليا [الإنجليزية]‏ (6 يناير 1892 – 21 يونيو 1892).
- انتخب Attorney-General of South Australia [الإنجليزية]‏ (16 يونيو 1893 – 1 ديسمبر 1899).
- انتخب Attorney-General of South Australia [الإنجليزية]‏ (11 يونيو 1887 – 27 يونيو 1889).
- انتخب Attorney-General of South Australia [الإنجليزية]‏ (16 يونيو 1884 – 16 يونيو 1885).
- انتخب عضو مجلس جنوب أستراليا التشريعي عن دائرة Central District No. 1 (South Australian Legislative Council) [الإنجليزية]‏ وقد انضم خلال فترته النيابية  للكتلة البرلمانية مستقل.
- انتخب عضو مجلس النواب الأسترالي عن دائرة Division of Adelaide [الإنجليزية]‏ (16 ديسمبر 1903 – 11 مايو 1908).
- انتخب عضو مجلس النواب جنوب أستراليا من الجمعية عن دائرة Electoral district of West Adelaide [الإنجليزية]‏ وقد انضم خلال فترته النيابية (8 أبريل 1881 – )  للكتلة البرلمانية مستقل.
- انتخب عضو مجلس الشورى البريطاني ( – 11 مايو 1908).
- انتخب رئيس وزراء جنوب أستراليا ‏ (16 يونيو 1893 – 1 ديسمبر 1899).
- انتخب عضو مجلس النواب الأسترالي عن دائرة Division of South Australia [الإنجليزية]‏ (30 مارس 1901 – 16 ديسمبر 1903).